# Theodore Illion
Theodore Illion ou Theodor Illion, né en 1898 au Canada (?), mort le 4 septembre 1984 à Hallein dans le land de Salzbourg,, est un auteur de livres de voyage qui prétendit être parti au Tibet et y avoir découvert une cité souterraine. Il publia ses aventures tibétaines sous ce nom, mais par la suite employa les pseudonymes Theodor Burang ou Theodore Burang et, plus rarement, Theodor  Nolling pour écrire divers livres et articles sur la médecine tibétaine.

## Le personnage et son œuvre
Selon le professeur Herbert Novak, un ami de longue date de Theodore Illion, celui-ci serait né au Canada, dans une famille fortunée descendant d'une branche de la royauté britannique, les Plantagenêt. Il serait parti de chez lui à un très jeune âge.
Theodore Illion publia dans les années 1930 deux livres de voyage :
- Rätselhaftes Tibet (1936) et sa traduction en anglais In Secret Tibet (1937),
- Darkness over Tibet (1938), publié directement en anglais[7],

dans lesquels il affirmait avoir séjourné au Tibet de 1934 à 1936, grâce à un déguisement et à sa connaissance du tibétain. Dans le premier livre, il relate ses premières rencontres, et dans le second  sa prétendue découverte d'une cité souterraine qui abritait une communauté d'initiés régie par un sorcier et pratiquant la magie noire et le cannibalisme,.
Il existe, dans les Archives Hulton, des photos du personnage, prises à Londres en avril 1934, avant son départ supposé pour le Tibet :
- la première montre Illion, qualifié d'« explorateur et philosophe », « encadré de ses deux compagnons, à la veille de son départ »[10] ;
- la deuxième, prise le même jour, le représente « vêtu du couvre-chef qui, selon lui, le protègera le mieux lors de son expédition » (il s'agit d'une serviette de table...)[11] ;
- la troisième, prise le 14 avril 1934, montre Illion en train de pagayer avec ses mains, couché sur le « minuscule radeau en caoutchouc qu'il compte utiliser dans son expédition »[12].

Après la Seconde Guerre mondiale, l'auteur écrivit, sous les pseudonymes de Theodor Burang et Theodor Nolling, divers articles et livres sur la médecine tibétaine, en particulier :
- (Theodor Burang), Tibetische Heilkunde (1957) (sera traduit ultérieurement en anglais et publié sous le titre The Tibetan art of healing en 1974) ;
- (Theodor Burang), Die Kunst des Heilens im Fernen Osten. Heilverfahren und Heilmittel (1975).

On a reproché au premier livre de contenir des affirmations vagues et superficielles, qui ne sont pas étayées par de véritables références ni citations. Le deuxième ouvrage a fait l'objet des mêmes critiques : il contient des assertions invérifiables.
Selon le professeur Herbert Novak, Illion était membre du Club de Rome dans les années 1970-1980. Il était en rapport avec le tibétologue italien Giuseppe Tucci. C'était un homme avisé, aimable, serviable et ayant beaucoup d'humour. N'ayant pas été marié, il n'a laissé derrière lui aucun descendant. Il est enterré dans le village de Kuchl, à 20 km au sud de Salzbourg. Le journal local, Salzburger Nachtrichten, a fait paraître une notice nécrologique le concernant.

## Appréciations critiques
Laura Knight-Jadczyk, auteur de « L'histoire secrète du monde », constate que les deux premiers livres d'Illion furent publiés pendant la période où Alexandra David-Néel, de retour en France, écrivit et donna des conférences (c'est-à-dire 1925-1937). Elle suggère que sous le pseudonyme d'Illion se cache peut-être quelqu'un ayant étudié les récits de l'exploratrice. Le même auteur trouve l'histoire de Darkness Over Tibet, « quelque peu "artificielle" » malgré la présence de « certains éléments qui lui paraissent reposer sur des faits réels ». 
L'auteur du site Sygartyr.com qualifie ce livre d'« allégorie spirituelle en grande partie imaginaire » .
David Hatcher Childress, dans son livre Lost Cities of China, Central Asia, & India (1998), évoque la possibilité que le livre ne soit que « du roman alarmiste sous des dehors de récit de voyage ».
Le médecin et bibliographe Jürgen C. Aschoff doute fortement que Theodor Illion soit jamais allé au Tibet ni même qu'il ait approché des frontières du Tibet. Ses livres sont, à ses yeux, « véritablement de la science fiction, un pur produit de l'imagination ». Jürgen C. Aschoff trouve incroyable que les publications de Theodore Illion soient exploitées et citées dans autant d'articles et de livres scientifiques sur la médecine tibétaine bien que l'auteur « n'ait jamais mentionné une seule référence publiée ni un seul médecin tibétain de renom à l'appui de ses vagues affirmations »,.

## Publications
- (de) (sous le pseudonyme Theodor Illion), Rätselhaftes Tibet: in Verkleidung unter Lamas, Räubern und wahrhaft Weisen, Uranus Verlag, Hamburg, 1936, 145 p.
- (en) (Theodore Illion), In Secret Tibet: In Disguise Amongst Lamas, Robbers, and Wisemen. A Key to the Mysteries of Tibet (traduction en anglais du précédent), Rider & Co., 1937, 178 p. (réimpression en mars 1983)
- (en) (Theodore Illion), Darkness over Tibet, Rider & Co., London, 1937 (réimpression par Adventures Unlimited Press, 1991)
- (de) (Theodor Burang), Tibeter über das Abendland: Stimmen aus dem geheimnisvollen Tibet, Igonta Verlag, Salzburg, 1947, 215 p.
- (de) (Theodore Illion), Beherrschung seelischer Kräfte durch den Tibetanischen Menschen, in Schweizer Rundschau (Solothurn), 48 (1948/49), pp. 779-784
- (de) (Theodor Burang), Tibetische Heilkunde, Origo-Verlag, in Zürich, 1957, 170 p. (sera traduit ultérieurement en anglais et publié sous le titre The Tibetan art of healing)
- (de) (Theodor Burang), Der Arzt in der tibetischen Kultur, Origo Verlag, Zürich, 1975, 112 p.
- (de) (Theodor Burang) Die Kunst des Heilens im Fernen Osten. Heilverfahren und Heilmittel, Origo-Verlag, Zürich, 1975
- (en) (Theodore Burang), The Tibetan art of healing, London, Watkins, 1974, ix + 117 p.  (ISBN 0722401345) (traduction par S. Macintosh de Tibetische Heilkunde)
- (en) (Theodor Burang), Tibetan Medicine on Cancer, in Dawa Norbu, An Introduction to Tibetan Medicine, pp. 52-61, Tibetan Review Publishing House, Delhi, 1976
- (it) (Theodore Burang), L'arte di guarire nella Medicina Tibetana, Astrolabio Ubaldini Edizioni, Roma, 1976, 93 p.  (ISBN 8834004426) (traduction en italien de Serena Cavallo)
- (en) (Theodor Burang), Cancer Therapy of Tibetan Healers, in American Journal of Chinese Medicine (Garden City, N.Y.), 7 (1979), pp. 294-296
- (de) (Theodor Nolling), Grundlagen und Heilverfahren der tibetischen Medizin, Berlin